# Флоренс (мыс)
Флоренс — мыс в Чукотском автономном округе России, расположенный на западной оконечности острова Врангеля.
Является крайней точкой песчаной косы, отделяющей устье реки Гусиная от акватории Восточно-Сибирского моря. Чуть южнее мыса расположено озеро Кмо.
Назван американским капитаном Берри в 1881 году (от англ. florescence — «цветение», из-за обилия цветов в это время на мысе).